# チョイロドン
チョイロドン（学名 Choyrodon、「チョイル（発見場所）の歯」の意味）は、モンゴルの前期白亜紀アルビアン期のフルン・ドッホ層から発見されたハドロサウルス上科の恐竜の属。タイプ種および唯一の種はチョイロドン・バルスボルディ（Choyrodon barsboldi）。属名は地名チョイルと古代ギリシャ語で歯を意味する-odonに由来する。種小名の barsboldi は古生物学者リンチェン・バルスボルドへの献名。チョイロドンの標本は、模式標本である部分的な頭蓋骨と頸部肋骨に加え、他に2組の部分的な頭蓋骨とそれぞれに同個体のものである体骨格標本から構成される。エオランビアの姉妹分類群であることが判明した。
フルン・ドッホ層では同じくイグアノドン類であるアルティリヌスが産出している。チョイロドンはMPC-D 100/801（ホロタイプ）、MPC-D 100/800、およびMPC-D 100/803の3つの標本が既知である。